# Bălteni (okręg Ardżesz)
Bălteni – wieś w Rumunii, w okręgu Ardżesz, w gminie Tigveni. W 2011 roku liczyła 264 mieszkańców.